# Мельберг, Йон
Йон У́лоф Ме́льберг (швед. John Olof Mellberg; родился 30 июля 2006, Бирмингем, Англия) — шведский футболист, защитник австрийского клуба «Ред Булл Зальцбург».

## Клубная карьера
Воспитанник шведского клуба «Броммапойкарна», в 2023 году Мельберг перешёл в австрийский «Ред Булл Зальцбург» и начал выступать за фарм-клуб «Лиферинг». 10 августа 2024 года в матче австрийской Бундеслиги против клуба «Блау-Вайсс Линц» Йон дебютировал за «Зальцбург».

## Карьера в сборной
Выступал за сборные Швеции до 17 и до 18 лет.

## Семья
Отец Йона Улоф — тоже профессиональный футболист, а также тренер, бывший игрок сборной Швеции.